# Freak Out! (Teenage Bottlerocket)
Freak Out! è il quinto album in studio del gruppo musicale statunitense Teenage Bottlerocket, pubblicato nel 2012.

## Tracce
1. Freak Out! – 0:38
2. Headbanger – 1:59
3. Cruising for Chicks – 2:09
4. Necrocomicon – 1:42
5. Maverick – 2:19
6. Done with Love – 2:53
7. Punk House of Horror – 1:36
8. Never Gonna Tell You – 2:04
9. In the Pit – 2:00
10. Mutilate Me – 2:37
11. Who Killed Sensei? – 1:38
12. Radical – 2:20
13. Summertime – 2:34
14. Go with the Flow – 2:42

## Formazione
- Ray Carlisle – chitarra, voce
- Kody Templeman – chitarra, voce
- Miguel Chen – basso
- Brandon Carlisle – batteria